# 10 Dywizja Pancerna SS „Frundsberg”
10 Dywizja Pancerna SS „Frundsberg” (10. SS-Panzer-Division „Frundsberg“) – dywizja pancerna Waffen-SS rekrutowana głównie z poborowych.

## Historia
Podobnie jak dywizja „Hohenstaufen”, dywizja „Frundsberg” została utworzona w Berlinie na przełomie roku 1942 i 1943. Tworzyli ją głównie poborowi, w wieku 18 lat. Latem 1943 otrzymała nazwę „Karl der Grosse” (Karol Wielki) i została wysłana na szkolenie do Francji. Początkowo była dywizją grenadierów pancernych, ale w październiku 1943 roku przekształcono ją w dywizję pancerną i zmieniono jej nazwę na „Frundsberg”. 
W marcu 1944, liczącą ponad 19 000 żołnierzy, jednostkę wysłano na Ukrainę, gdzie w trzy miesiące straciła około 6000 ludzi. W czerwcu 1944 roku skierowano ją przeciwko alianckiemu desantowi w Normandii. We wrześniu, po ciężkich walkach, pozostałych 3 500 żołnierzy dywizji wycofano w okolice Arnhem w Holandii. Zaraz potem wylądowała tam brytyjska dywizja spadochronowa (zobacz: operacja Market-Garden). Do grudnia 1944 dywizja została odbudowana (ponad 15 500 żołnierzy) i wzięła udział w ofensywie w Ardenach. W marcu 1945 „Frundsberg” została przerzucona na Pomorze Zachodnie, gdzie walczyła w okolicach Szczecina. W kwietniu 1945 walczyła z 2 Armią WP pod Budziszynem. W maju Armia Czerwona rozbiła ją w Saksonii.

## Dowódcy

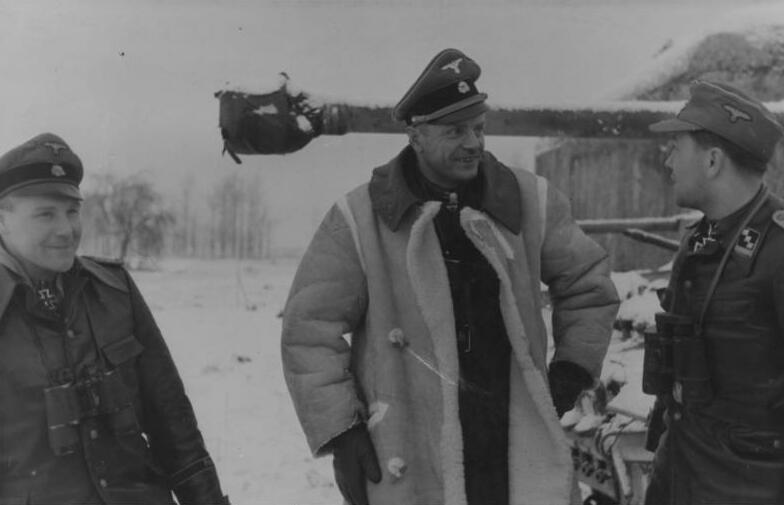
SS-Gruppenführer Heinz Harmel wśród żołnierzy Dywizji „Frundsberg”, luty 1945

- SS-Standartenführer Michel Lippert (styczeń 1943 – 15 lutego 1943)
- SS-Gruppenführer Lothar Debes (15 lutego 1943 – 15 listopada 1943)
- SS-Gruppenführer Karl Fischer von Treuenfeld (15 listopada 1943 – 27 kwietnia 1944)
- SS-Gruppenführer Heinz Harmel (27 kwietnia 1944 – kwiecień 1945)
- SS-Obersturmbannführer Franz Roestel (kwiecień 1945 – 8 maja 1945)

## Skład

### Czerwiec 1943
- 1.SS-Panzergrenadier-Regiment „Frundsberg”
- 2.SS-Panzergrenaider-Regiment „Frundsberg”
- 10.SS-Panzer-Regiment
- 10.SS-Kradschutzen-Regiment
- SS Sturmgeschütz-Abteilung
- SS Panzerjäger-Abteilung
- SS Flak-Abteilung
- SS Pioneer-Abteilung
- SS Panzer-Nachrichten-Abteilung
- 10.SS-Verwaltungs Truppen
- 10.SS-Instandsetzungs Abteilung
- 10.SS-Sanitats Abteilung
- 10.SS-Nachschub Truppen
- 10.SS-Feldpostamt
- 10.SS-Kriegsberichter-Zug
- 10.SS-Feldgendarmerie-Trupp

### Październik 1943
- 21.SS-Panzergrenadier-Regiment
- 22.SS-Panzergrenadier-Regiment
- 10.SS-Panzer-Regiment
- 10.SS-Aufklarung-Abteilung
- 10.SS-Panzerjäger-Abteilung
- 10.SS-Flak-Abteilung
- 10.SS-Pioneer-Abteilung
- 10.SS-Panzer-Nachrichten-Abteilung
- 10.SS-Verwaltungs Truppen
- 10.SS-Instandsetzungs Abteilung
- 10.SS-Sanitats Abteilung
- 10.SS-Nachschub Truppen
- 10.SS-Feldpostamt
- 10.SS-Kriegsberichter-Zug
- 10.SS-Feldgendarmerie-Trupp

### Liczebność
- grudzień 1943 – 19 313 ludzi
- czerwiec 1944 – 13 552 ludzi
- grudzień 1944 – 15 542 ludzi